# Lüneburgit
Lüneburgit ist ein selten vorkommendes Mineral aus der Mineralklasse der „Borate“ (ehemals Carbonate, Nitrate und Borate) mit der chemischen Zusammensetzung Mg3[(PO4)2|B2(OH)6]·6H2O und ist damit chemisch gesehen ein Magnesium-Borophosphat.
Lüneburgit kristallisiert im triklinen Kristallsystem, entwickelt jedoch nur selten mit bloßem Auge sichtbare Kristalle und pseudohexagonale Zwillinge mit tafeligem bis blockigem Habitus bis etwa drei Millimeter Größe. Meist findet er sich in Form von feinfaserigen bis erdigen Knollen sowie nierigen oder kugeligen Mineral-Aggregaten. In reiner Form ist Lüneburgit farblos. Durch vielfache Lichtbrechung aufgrund von Gitterbaufehlern oder polykristalliner Ausbildung kann er aber auch weiß erscheinen und durch Fremdbeimengungen eine bräunlichweiße oder grüne Farbe annehmen.

## Etymologie und Geschichte
Erstmals entdeckt wurde Lüneburgit 1870 im Lüneburger Stadtteil Volgershall im Nordosten von Niedersachsen. Beschrieben wurde das Mineral durch C. Nöllner, der es nach seiner Typlokalität benannte.

## Klassifikation
In der veralteten 8. Auflage der Mineralsystematik nach Strunz gehörte der Lüneburgit zur Mineralklasse der „Borate“ und dort zur Abteilung „Gruppenborate (Soroborate)“, wo er gemeinsam mit Carboborit und Wiserit in der „Wiserit-Lüneburgit-Gruppe“ mit der Systemnummer Vc/B.03 steht.
In der zuletzt 2018 überarbeiteten Lapis-Systematik nach Stefan Weiß, die formal auf der alten Systematik von Karl Hugo Strunz in der 8. Auflage basiert, erhielt das Mineral die System- und Mineralnummer V/H.03-020. Dies entspricht der Klasse der „Nitrate, Carbonate und Borate“ und dort der Abteilung „Gruppenborate“, wo Lüneburgit zusammen mit Wiserit eine unbenannte Gruppe mit der Systemnummer V/H.03 bildet.
Die von der International Mineralogical Association (IMA) zuletzt 2009 aktualisierte 9. Auflage der Strunz’schen Mineralsystematik ordnet den Lüneburgit in die Klasse der „Borate“ und dort in die Abteilung „Monoborate“ ein. Hier ist das Mineral in der Unterabteilung „B(O,OH)4, ohne und mit zusätzlichen Anionen; 1(T), 1(T) + OH usw.“ zu finden, wo es als einziges Mitglied eine unbenannte Gruppe mit der Systemnummer 6.AC.60 bildet.
In der vorwiegend im englischen Sprachraum gebräuchlichen Systematik der Minerale nach Dana hat Lüneburgit die System- und Mineralnummer 43.05.11.01. Das entspricht der Klasse der „Phosphate, Arsenate und Vanadate“ und dort der Abteilung „Phosphate“. Hier findet er sich innerhalb der Unterabteilung „Zusammengesetzte Phosphate etc., (Wasserhaltige zusammengesetzte Anionen mit Hydroxyl oder Halogen)“ als einziges Mitglied in einer unbenannten Gruppe mit der Systemnummer 43.05.11.

## Kristallstruktur
Lüneburgit kristallisiert im triklinen Kristallsystem in der Raumgruppe P1 (Raumgruppen-Nr. 2) mit den Gitterparametern a = 6,3475(6) Å, b = 9,8027(ll) Å, c = 6,2976(5) Å, α = 84,46(l)°, β = 106,40(l)° und γ = 96,40(1)°, sowie einer Formeleinheit pro Elementarzelle.

## Bildung und Fundorte
Lüneburgit bildet sich in marinen Evaporiten. Gefunden wurde das Mineral bisher nur an wenigen Stellen im Anhydrit oder Gips.
Als Fundstätten sind außer seiner Typlokalität Lüneburg (Niedersachsen) sowie dem Thüringer Wald in Deutschland noch Antofagasta in Chile; Serbien; die Halbinsel Krim in der Ukraine; sowie New Mexico in den USA bekannt.